# Base Aérea Militar Chamical
La Base Aérea Militar Chamical (BAM CHA) es una base aérea militar de la Fuerza Aérea Argentina con asiento en Chamical, provincia de La Rioja, junto con el CELPA I, y con dependencia orgánica del Comando de Adiestramiento y Alistamiento de la Fuerza Aérea.

## Reseña
Creada por resolución del 9 de agosto de 1950 el Destacamento Aeronáutico Militar Chamical, es la actual Base Aérea Militar Chamical, al CELPA I de la Dirección General de Investigación y Desarrollo.
En 2018 se resolvió crear la base aérea militar después de una obra de puesta en valor de la pista, plataforma e instalaciones del aeródromo, para permitir la operación de sistemas aéreos militares remotamente piloteados (SAMIRP) de la Dirección General de Investigación y Desarrollo.